# Fronçac (Gironda)
Fronçac (en francès Fronsac) és un municipi francès situat al departament de la Gironda i a la regió de la Nova Aquitània.

## Demografia
| 1962                                       | 1968  | 1975  | 1982  | 1990  | 1999  | 2007  |
| ------------------------------------------ | ----- | ----- | ----- | ----- | ----- | ----- |
| 1.230                                      | 1.155 | 1.129 | 1.170 | 1.067 | 1.042 | 1.043 |
| Des de 1962: població sense dobles comptes |       |       |       |       |       |       |

## Administració
| Període | Identitat     | Partit |
| ------- | ------------- | ------ |
| 1983-   | Marcel Durant | UMP    |

## Agermanaments
- Pasiano di Pordenone